# كاوري اينو
كاوري اينو (21 أكتوبر 1982 في اليابان - ) (بالكانا:いのうえ かおり) هي لاعبة كرة طائرة يابانية في مركز وسط ‏. شاركت في الألعاب الأولمبية الصيفية 2012. ولعبت مع Denso Airybees ‏.

## وصلات خارجية
- كاوري اينو على موقع عالم الكرة الطائرة (الإنجليزية)
- كاوري اينو على موقع الدوري الياباني (مؤرشف) (اليابانية)
- كاوري اينو على موقع أوليمبيديا (الإنجليزية)